# Ulrike attica
Ulrike attica is een kameelhalsvliegensoort uit de familie van de Raphidiidae. De soort komt voor in Griekenland.
Ulrike attica werd voor het eerst wetenschappelijk beschreven door H. Aspöck & U. Aspöck in 1967.